# Distrito de Maniitsoq
El distrito de Maniitsoq se encuentra en el centro de Groenlandia occidental. Limita con el distrito de Sisimiut al norte y el distrito de Nuuk al sur. Área de distrito 79,500 km² y población 3176 personas (1 de enero de 2019).

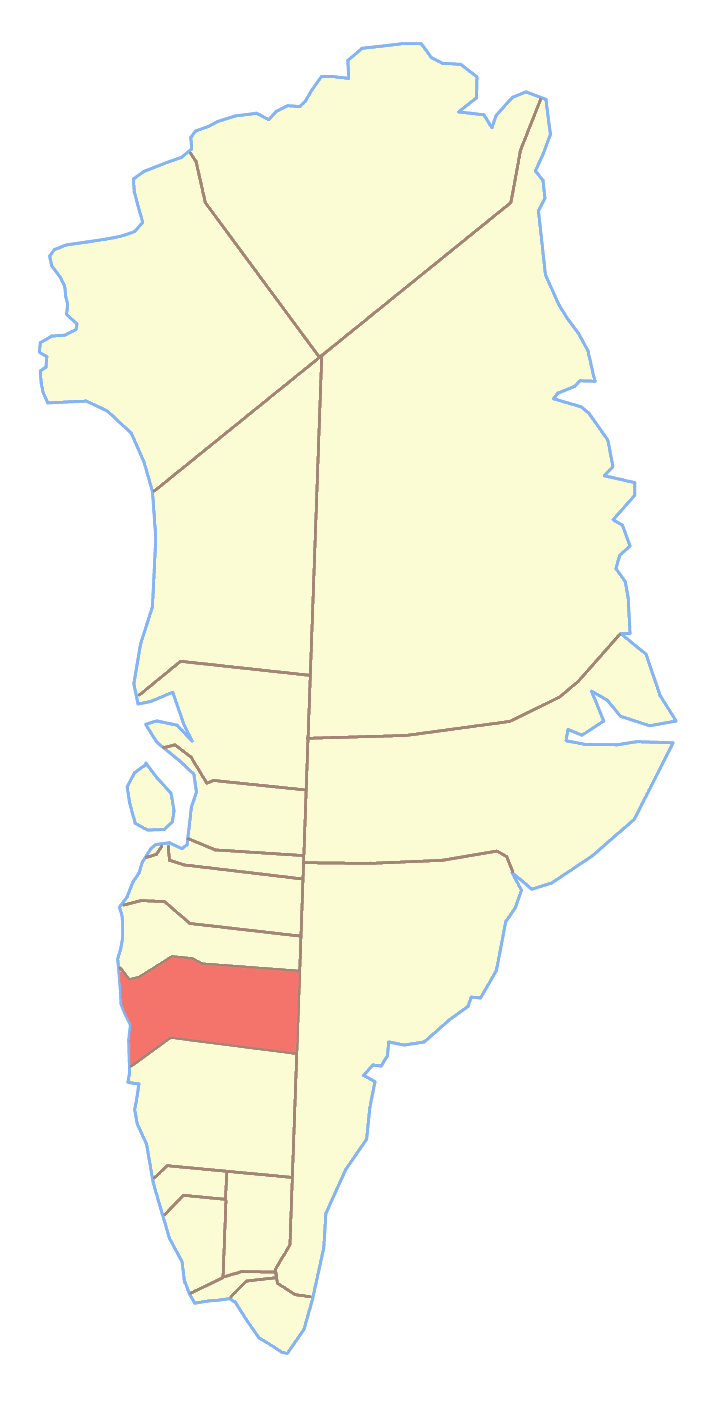
Distrito de Maniitsoq

Además de la ciudad de Maniitsoq, las siguientes aldeas están ubicadas en el distrito de Maniitsoq:
- Atammik
- Kangaamiut
- Napasoq